# 単位分数
数学において、単位分数(たんいぶんすう、unit fraction)とは、分数として書かれる有理数のうち、分子が 1 であり、分母が自然数であるものをいう。つまり、自然数 n の逆数 1/n で表される。単位分数は大きい順に
1/1, 1/2, 1/3, 1/4, 1/5, …
である。
エジプト式分数など、単位分数に制限したときの数の性質がいくつか知られている。

## 初等算術
任意の2つの単位分数の積はまた、単位分数になる。
{\displaystyle {\frac {1}{x}}\times {\frac {1}{y}}={\frac {1}{xy}}.}
しかし、任意の2つの単位分数の和、差、商は一般には単位分数とはならない。
{\displaystyle {\frac {1}{x}}+{\frac {1}{y}}={\frac {x+y}{xy}}}
{\displaystyle {\frac {1}{x}}-{\frac {1}{y}}={\frac {y-x}{xy}}}
{\displaystyle {\frac {1}{x}}\div {\frac {1}{y}}={\frac {y}{x}}.}

## 合同算術
最大公約数の計算において、合同式の除法の計算を減らすため、単位分数は重要な役目を果たす。具体的には、法を y とし、値 x で除算をしたいとする。x で割るためには、xとyは互いに素でなければならない。次に、最大公約数のための拡張ユークリッドの互除法により、
{\displaystyle \displaystyle ax+by=1}
を満たす a, bが見つかる。それから、
{\displaystyle \displaystyle ax\equiv 1{\pmod {y}}}
が分かる。あるいは同じことであるが、
{\displaystyle a\equiv {\frac {1}{x}}{\pmod {y}}}
である。従って、（y を法として）x によって割るためには、代わりに、a を掛ければよい。

## 単位分数の有限和
任意の正の有理数は、複数の方法で、単位分数の和として書くことができる。 例えば、 
{\displaystyle {\frac {4}{5}}={\frac {1}{2}}+{\frac {1}{4}}+{\frac {1}{20}}={\frac {1}{3}}+{\frac {1}{5}}+{\frac {1}{6}}+{\frac {1}{10}}}
のようにである。古代エジプト文明では、一般の有理数を表すため、いくつかの単位分数の和を用いた。そのため、そのような和はしばしばエジプト式分数と呼ばれる。現代でも数論の分野において、エジプト式分数に関する数学上の未解決問題が多く残されていることもあり、研究が行われている。例えば、エルデシュ・シュトラウス予想やエルデシュ・グラハム予想、調和数は無限に存在するか、などの問題は今なお未解決である。
幾何学的群論において、三角群に関連する単位分数の和が、1より大きい、1に等しい、または1未満かどうかに応じて、球面的、ユークリッド的、または双曲的による場合に分類される。

## 単位分数の無限和
多くの知られた無限級数は、単位分数の項を持つ。例えば以下のようなものがある。
- 調和級数は、全ての単位分数の総和である。これらは発散し、その部分和

{\displaystyle {\frac {1}{1}}+{\frac {1}{2}}+{\frac {1}{3}}+\dotsb +{\frac {1}{n}}}
である調和数Hn の増大度は n の自然対数 ln(n) と同程度の速さである。
- バーゼル問題は、全ての平方数の単位分数の総和であり、その値はπ2/6である。

- アペリーの定数は、全ての立方数の単位分数の総和である。

- 幾何級数における2の冪の逆数の総和や、フィボナッチ数列の逆数和などは単位分数の総和の例である。

## 単位分数の行列
ヒルベルト行列は、以下のように定義された行列である。
{\displaystyle B_{i,j}={\frac {1}{i+j-1}}.}
この行列の逆行列は、全ての要素が整数である。同様に、Richardson (2001)は以下のように行列を定義した。
{\displaystyle C_{i,j}={\frac {1}{F_{i+j-1}}},}
ここでFiは、i番目のフィボナッチ数である。彼は、この行列をフィルベルト行列(Filbert matrix)と呼んだ。これはヒルベルト行列と同じように、逆行列の全ての要素が整数となる。

## 分数の隣接
二つの分数の差が単位分数となるとき、2つの分数は隣接する(adjacent)という。

## 確率・統計における単位分数
離散一様分布において、全ての確率は等しい単位分数である。無差別原理のため、統計の計算において頻繁にこの形の確率が生じる。さらに、ジップの法則は出現頻度がn 番目に大きい要素が全体に占める割合が1/nに比例するという経験則を述べる。